# Herbert Wiedermann
Herbert Friedrich Wiedermann (Bodensdorf, 1º novembre 1927) è un ex canoista austriaco.

## Palmarès

### Olimpiadi
- Bronzo a Helsinki 1952 nel K2 1000 metri.
- Bronzo a Melbourne 1956 nel K2 1000 metri.

### Mondiali - Velocità
- Oro a Mâcon 1954 nel K2 10000 metri.
- Bronzo a Copenaghen 1950 nel K1 4x500 metri.
- Bronzo a Copenaghen 1950 nel K2 500 metri.
- Bronzo a Mâcon 1954 nel K1 4x500 metri.